# Batalha (freguesia)
Batalha is een plaats (freguesia) in de Portugese gemeente Batalha en telt 7 522 inwoners (2001). In deze plaats bevindt zich het Klooster van Batalha, dat op de UNESCO werelderfgoedlijst staat.